# Eddie Deezen
Edward Harry "Eddie" Deezen (Cumberland, Maryland; 6 de marzo de 1957) es un actor y comediante estadounidense, más conocido por sus interpretaciones de nerd en los años 1970s y 1980s como en las películas Grease, Grease 2, Midnight Madness, 1941 y WarGames, así como para los más grandes y papeles protagonistas en una serie de películas de culto independientes, incluyendo Surf II: The End of the Trilogy, Mob Boss, I Wanna Hold Your Hand, Beverly Hills Vamp y Teenage Exorcist.
Como actor de voz, es fácilmente reconocible por su distintivamente aguda y voz nasal, sobre todo utilizado por los personajes de Mandark en las series de Cartoon Network El laboratorio de Dexter, Snipes la urraca en En busca de El Rey del Sol, Ned en Kim Possible y el niño sabelotodo en The Polar Express.

## Primeros años
Edward Harry Deezen nació en Cumberland, Maryland, hijo de Irma y Robert Deezen. Un payaso de la clase en su juventud, Deezen comenzó con aspiraciones de convertirse en un comediante de stand-up, mudándose a Hollywood dentro de días de graduarse de la escuela secundaria con el fin de seguir una carrera. Como comediante, actuó al menos tres veces en The Comedy Store, aunque finalmente decidió abandonar stand-up y se centra en la actuación después de bombardear su último acto y tener dificultad para memorizar su rutina. Dezeen intentó stand-up por última vez, sin embargo, cuándo apareció en un episodio de The Gong Show a mediados de los años 1970, solo para ser agrupado por el cantante compositor Paul Williams.

## Carrera de Hollywood
Deezen consiguió su primer y quizá más recordado personaje en la película Grease, interpretando a un estudiante nerd, Eugene Felsnic, un papel que obtuvo a través del proceso de audición habitual. Durante el período de posproducción de Grease, Deezen consigue otro pequeño papel como un matón en la película independiente de ciencia ficción de bajo presupuesto Laserblast. Pese a ser su segunda película, Laserblast supuso el debut cinematográfico de Deezen porque fue lanzada en marzo de 1978, tres meses antes de que se estrenara Grease.
Siguiendo el éxito masivo de Grease, Deezen encontró siendo emitidos en una serie de películas de comedia de alto perfil interpretar personajes de nerd, incluyendo el debut como director de Robert Zemeckis en I Wanna Hold Your Hand y de Steven Spielberg en 1979 en la comedia épica 1941. Para 1979 Deezen estaba tan solicitado que no paraba de rechazar papeles. Al menos dos de estos casos notables fueron los personajes de Eaglebauer en Rock 'n' Roll High School y Spaz en Meatballs, que Deezen volvió a rechazar para poder trabajar en la película 1941.
Durante a principios de los años 1980, Deezen perpetuó su marca de perdona nerd en varias películas importantes, incluyendo WarGames, Zapped! y Midnight Madness de Disney, así como regresando a la función de Eugene Felsnic en Grease 2, uno de único siete actores de la Grease original para regresar para la secuela. En 1984, Deezen consiguió un papel recurrente en televisión, interpretando a un superintendente tonto en la primera temporada de Punky Brewster. Después de filmar solo ocho episodios, aun así, Deezen voluntariamente dejó la serie debido a su reluctance, para actuar antes de una audiencia viva y una dificultad de continuar en recordar sus líneas.

### El cine independiente
WarGames de 1983 marcaron el cine convencional definitivo de acción en vivo de la carrera de actor de Deezen, como él comenzó a trabajar exclusivamente en el cine independiente para el resto de la década de 1980, comenzando con su primer papel protagonista en 1984 comedia de culto de la película Surf II: The End of the Trilogy, donde interpretó al antagonista de la película, el científico loco Menlo Schwartzer.
1984 también vio el lanzamiento de La venganza de los nerds, la película que es generalmente reconocido por realizar el carácter social de la "nerd" estereotipada un pilar de películas de adolescentes. A pesar de haber creado sin duda el arquetipo empollón en películas, Deezen no fue echado en la película. Él comentó en una entrevista que luego preguntó a los productores de La venganza de los nerds por qué no se le había ofrecido un papel, y se le dio la respuesta que se le consideraba "demasiado geek", mientras que la fundición fue su lugar solo mirando para vestir "normal pueblo" como nerds. A pesar de esto, Deezen dice que está con frecuencia "reconocido" por extraños por estar en la película.
Deezen trabajó de manera constante durante el resto de la década de 1980 y principios de 1990, sin dejar de interpretar el personaje de nerd en ambos papeles y papeles importantes, incluyendo el conjunto de la comedia Million Dollar Mystery, Critters 2: The Main Course, The Whoopee Boys y The Silence of the Hams. Trabajó en varias ocasiones junto con el comediante Tim Conway, sobre todo que aparece en dos de sus vídeos Dorf, y entabló una alianza con el prolífico realizador de bajo presupuesto y productor Fred Olen Ray, quien dio papeles principales a Deezen con las películas Beverly Hills Vamp, Mob Boss y Teenage Exorcist.
Después de su aparición como guardia de seguridad en 1996 en una película de Leslie Nielsen, Espía como puedas, Deezen no aparecería en una película de acción en vivo durante otros 17 años. En una entrevista en julio de 2009, Deezen habló de su lucha de mantener una carrera como actor, diciendo: "La verdad es que es muy difícil de sostener una carrera en Hollywood. Es lo suficientemente duro para que no penetren trabajo, solo las probabilidades escarpados. Me encantó John y Mateo y que sin duda sería un placer trabajar con ellos de nuevo. Créeme, si el papel correcto estaba allí y disponible, estaría allí en un segundo".
En 2012, Deezen protagonizó una película de acción en vivo de cortometrajes de comedia titulado I Love You, Eddie Deezen. La trama gira en torno excursión por el campo de la mujer nerd para encontrar al hombre de sus sueños: Eddie Deezen. El corto fue puesto el 19 de noviembre de 2012. Al año siguiente, Deezen volvieria en una película para televisión de vivir-acción All I Want for Christmas de Fred Olen Ray, haciendo un cameo como un supuesto A-lista de películas estrella de acción siendo entrevistado en un talk show diurno.

### Actor de voz

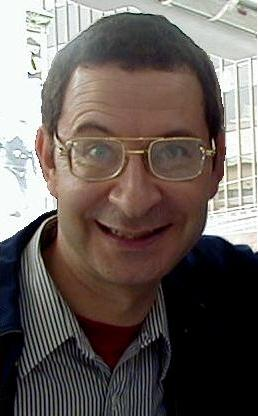
Eddie Deezen en 2004

A mediados de la década de 1980, Deezen transición a la actuación de voz, un cambio de ritmo que estaba a favor debido a una mejor remuneración y no tener que memorizar el diálogo. Él comenzó prestando su voz a largometrajes de animación, incluyendo la voz de Donnie Dodo en Sesame Street Presents Follow That Bird y Snipes la urraca en el cine 1991 Rock-A-Doodle de Don Bluth. De acuerdo a una entrevista de 2011, Deezen sin éxito una audición para el papel del personaje principal en ¿Quién engañó a Roger Rabbit? Robert Zemeckis, perder ante el comediante Charles Fleischer.
Deezen finalmente encontró trabajo de voz a tiempo completo en la televisión a mediados de la década de 1990, jugando personajes recurrentes en la serie animada Grimmy, Duckman, Kim Possible y ¿Qué hay de nuevo, Scooby-Doo?, así como apariciones en muchos otros, incluyendo Johnny Bravo, Recreo y Darkwing Duck. Su personaje de voz en off más conocido, sin embargo, es el de Mandark, el némesis del epónimo Dexter en El laboratorio de Dexter de Cartoon Network, un papel que desempeñó durante toda la serie de 1996 a 2003. Deezen también prestó su voz al personaje en el especial de televisión Dexter's Laboratory: Ego Trip y en los videojuegos Cartoon Network Racing y FusionFall.
En 2004, Deezen regresó a la pantalla grande una vez más bajo la dirección de Robert Zemeckis para proporcionar voz y captura de movimiento para la exitosa película navideña The Polar Express, interpretando el papel del nerd "Know-It-All". Repitió este papel para el videojuego posterior.
Deezen presta regularmente su voz para comerciales de radio y televisión. A finales de 1990, él proporcionó la voz del pop (de Snap, Crackle y Pop) en comerciales para el cereal Rice Krispies, y Nacho, la mascota de comidas comerciales para niños de Taco Bell, junto a Rob Paulsen como Dog. En 2011, Deezen estaba bajo consideración para tener éxito Gilbert Gottfried como la voz de The Aflac Duck, pero no ganó el papel.

## Vida personal
Deezen todavía vive en Hollywood, donde, según él, "Junto con mis cheques de desempleo y cheques residuales, voy a seguir viviendo al 'gran sueño americano' - me pagan mientras hago absolutamente nada".
Deezen es un gran fan de Los Beatles y se autoproclama su "mayor fan". Fue entrevistado como él mismo para la película inédita de 2005 Me and Graham: The Soundtrack of Our Lives, un documental que sigue a dos cineastas que buscan en EE. UU. y el Reino Unido al mejor fan de los Beatles. Durante más de un año, su sitio web oficial presentó un difícil cuestionario de trivia sobre los Beatles, ideado por el propio Deezen, con un premio de 100 dólares para cualquiera que pudiera responder todas las preguntas correctamente. Deezen reveló en una entrevista posterior que nadie había reclamado nunca el premio.
Deezen también es un aficionado a las trivias de la cultura pop y, desde 2011, ha colaborado como escritor en varios sitios web de trivias, incluidos mental floss, TodayIFoundOut.com y Neatorama.com. Si bien la mayoría de los artículos de Deezen se refieren a Los Beatles y sus miembros, también escribe regularmente sobre temas como el béisbol, la historia estadounidense y actos de comedia clásica como Los Tres Chiflados, los Hermanos Marx y Martin y Lewis.

## Filmografía

### Películas
| Año  | Título                                   | Personaje                     |                              |
| ---- | ---------------------------------------- | ----------------------------- | ---------------------------- |
| 1978 | Laserblast                               | Froggy                        |                              |
| 1978 | Grease                                   | Eugene Felsnic                |                              |
| 1978 | I Wanna Hold Your Hand                   | Richard "Ringo" Klaus         |                              |
| 1979 | 1941                                     | Herbie Kazlminsky             |                              |
| 1980 | Midnight Madness                         | Wesley                        |                              |
| 1981 | Tímido y salvaje                         | Red                           |                              |
| 1982 | Grease 2                                 | Eugene Felsnic                |                              |
| 1982 | Zapped!                                  | Sheldon                       |                              |
| 1983 | WarGames                                 | Eddie Malvin                  |                              |
| 1984 | Surf II: The End of the Trilogy          | Menlo Schwartzer              |                              |
| 1984 | The Rosebud Beach Hotel                  | Sydney                        |                              |
| 1985 | A Polish Vampire in Burbank              | Sphincter                     |                              |
| 1985 | Mugsy's Girls                            | Lane                          |                              |
| 1985 | Sesame Street Presents: Follow That Bird | Donnie Dodo                   | Voz                          |
| 1986 | The Longshot                             | Parking Attendant             | Cameo                        |
| 1986 | The Whoopee Boys                         | Eddie Lipschitz               |                              |
| 1987 | Happy Hour                               | Hancock                       |                              |
| 1987 | Million Dollar Mystery                   | Rollie                        |                              |
| 1988 | Critters 2: The Main Course              | Hungry Heifer Manager         |                              |
| 1988 | Assault of the Killer Bimbos             | Dopey Deputy                  |                              |
| 1988 | Dorf's Golf Bible                        | Waldo                         |                              |
| 1988 | Beverly Hills Vamp                       | Kyle Carpenter                |                              |
| 1989 | Hollywood Boulevard II                   | Walter                        |                              |
| 1989 | Una boda de locos                        | Slappy the Clown              | Cameo                        |
| 1990 | Dorf Goes Auto Racing                    | Dipstick                      |                              |
| 1990 | The Raven Red Kiss-Off                   | Himalayan Operator            | Cameo                        |
| 1990 | Mob Boss                                 | Tony Anthony                  |                              |
| 1991 | Rock-A-Doodle                            | Snipes                        | Voz                          |
| 1991 | Teenage Exorcist                         | Eddie                         |                              |
| 1994 | The Silence of the Hams                  | Video Cameraman               | Cameo                        |
| 1995 | Mr. Payback: An Interactive Movie        | Phil the Guard                |                              |
| 1996 | Spy Hard                                 | Rancor Guard Who Gets Spit On | Cameo                        |
| 1997 | The Brave Little Toaster To The Rescue   | Charlie                       | Voz                          |
| 2004 | The Polar Express                        | Know-It-All Kid               | Voz y captura de movimiento  |
| 2012 | I Love You, Eddie Deezen                 | Él mismo                      | Corto                        |
| 2013 | All I Want for Christmas                 | Larry Eastwood                | Cameo Película de televisión |
| 2015 | The SpongeBob Movie: Sponge Out of Water | Seagull                       | Voz                          |

### Televisión
| Año                  | Título                            | Papel                          | Notas                                                               |
| -------------------- | --------------------------------- | ------------------------------ | ------------------------------------------------------------------- |
| 1981                 | Homeroom                          | Ron Carp                       | Piloto                                                              |
| 1982                 | The Facts of Life                 | Grusky                         | Episodio: "The Big Fight"                                           |
| 1983                 | Magnum, P.I.                      | Mickey Dalrumple               | Episodio: "Squeeze Play"                                            |
| 1984                 | Punky Brewster                    | Eddie Malvin                   | 8 episodios                                                         |
| 1986                 | The Fall Guy                      | Merle Monroe                   | Episodio: "Lady in Green"                                           |
| 1989                 | Monsters                          | Demon #2                       | Episodio: "The Demons"                                              |
| 1991                 | Darkwing Duck                     | Mouth (voz)                    | Episodio: "Darkly Dawns the Duck"                                   |
| 1992                 | Mother Goose and Grimm            | Ham (voz)                      | 2 episodios                                                         |
| 1992                 | Goof Troop                        | Road Hogs Biker (voz)          | Episodio: "Queasy Rider"                                            |
| 1992                 | Eek! The Cat                      | Ringo (voz)                    | Episodio: "Bearz 'N the Hood"                                       |
| 1994                 | Scooby-Doo! in Arabian Nights     | Caliph (voz)                   | Especial de televisión                                              |
| 1994                 | Aaahh!!! Real Monsters            | Bulletin Board Monster (voz)   | Episodios: "Cold Hard Toenails/Attack of the Blobs"                 |
| 1994–1996            | Duckman                           | Iggy Catalpa (voz)             | 3 episodios                                                         |
| 1995                 | The Computer Wore Tennis Shoes    | Agent Tucker                   | Película de televisión                                              |
| 1996–1999, 2001–2003 | Dexter's Laboratory               | Mandark (voz)                  | 20 episodios                                                        |
| 1996–1997            | Life with Louie                   | Melvin (voz)                   | 4 episodios                                                         |
| 1996                 | Mighty Ducks                      | Alvin Yasbek (voz)             | Episodio: "Mondo-Man"                                               |
| 1996                 | Timon & Pumbaa                    | Bahuka (voz)                   | Episodios: "Alcatraz Mataz/Oahu Wahoo"                              |
| 1997                 | The Weird Al Show                 | The Guy Boarded Up in the Wall | 4 episodios                                                         |
| 1998                 | Cow and Chicken                   | Glasses Boy (voz)              | Episodios: "Can Cow Come Out and Play/Horn Envy"                    |
| 1998                 | The Lionhearts                    | Tex Hardbottom (voz)           | Episodio: "Brown Dog Day"                                           |
| 1998                 | The Secret Files of the Spy Dogs  | D'Cell (voz)                   | Episodios: "D'Cell/Halfday"                                         |
| 1999                 | Dexter's Laboratory: Ego Trip     | Mandark (voz)                  | Especial de televisión                                              |
| 1999                 | Johnny Bravo                      | Oswald (voz)                   | Episodios: "A League of His Own/Johnny Goes to Camp/Buffoon Lagoon" |
| 1999–2000            | Disney's Recess                   | Frank 'Tiny' Sedgwick (voz)    | 3 episodios                                                         |
| 2001–2004            | Lloyd in Space                    | Larry (voz)                    | 5 episodios                                                         |
| 2001                 | Oswald                            | Andy Pumpkin (voz)             | 2 episodios                                                         |
| 2002–2007            | Kim Possible                      | Ned (voz)                      | 4 episodios                                                         |
| 2003–2005            | What's New, Scooby-Doo?           | Gibby Norton (voz)             | 3 episodios                                                         |
| 2005                 | Coconut Fred's Fruit Salad Island | Slurpy the Bat (voz)           | Episodios: "A Cold Day on Fruit Salad Island/Five Nuts and a Baby"  |
| 2005                 | Kim Possible Movie: So the Drama  | Ned                            | Especial de televisión                                              |
| 2009                 | Chowder                           | Todd (voz)                     | Episodio: "Sheboodles"                                              |
| 2009                 | SpongeBob's Truth or Square       | Él mismo                       | Cameo Especial de televisión                                        |
| 2010                 | Pound Puppies                     | Carlton J. Stankmeyer (voz)    | Episodios: "The Yipper Caper"                                       |
| 2012                 | Handy Manny                       | Zip (voz)                      | 2 episodios                                                         |
| 2015                 | Star vs. the Forces of Evil       | Voces adicionales              | Episodios: "Star Comes to Earth/Party With a Pony"                  |
| 2015                 | Transformers: Robots in Disguise  | Ped (voz)                      | Episodio: "Can You Dig It?"                                         |
| 2016                 | Wander Over Yonder                | Cartoon Peepers                | Voz, episodio: "The Cartoon"                                        |

### Videojuegos
| Año  | Título                               | Papel                 |
| ---- | ------------------------------------ | --------------------- |
| 2004 | The Polar Express                    | Know-It-All Kid (voz) |
| 2006 | Cartoon Network Racing               | Mandark (voz)         |
| 2009 | Cartoon Network Universe: FusionFall | Mandark (voz)         |